# Freycinetia dilatata
Freycinetia dilatata är en enhjärtbladig växtart som beskrevs av Elmer Drew Merrill och Adolph Daniel Edward Elmer. Freycinetia dilatata ingår i släktet Freycinetia och familjen Pandanaceae.
Artens utbredningsområde är Filippinerna. Inga underarter finns listade.